# Shironuri
Shironuri (jap. 白塗り) – to japońska forma makijażu oparta na tradycyjnym białym malowaniu twarzy gejsz i aktorów teatralnych. Shironuri, spopularyzowany przez japońską artystkę Minori, stał się stylem makijażu używanym w japońskiej modzie ulicznej.

## Nazwa
Shironuri w dosłownym tłumaczeniu oznacza „pomalowany na biało”. Dlatego też nazwa ta bezpośrednio opisuje kluczowy punkt stylu, czyli białą farbę na twarzy.

## Historia

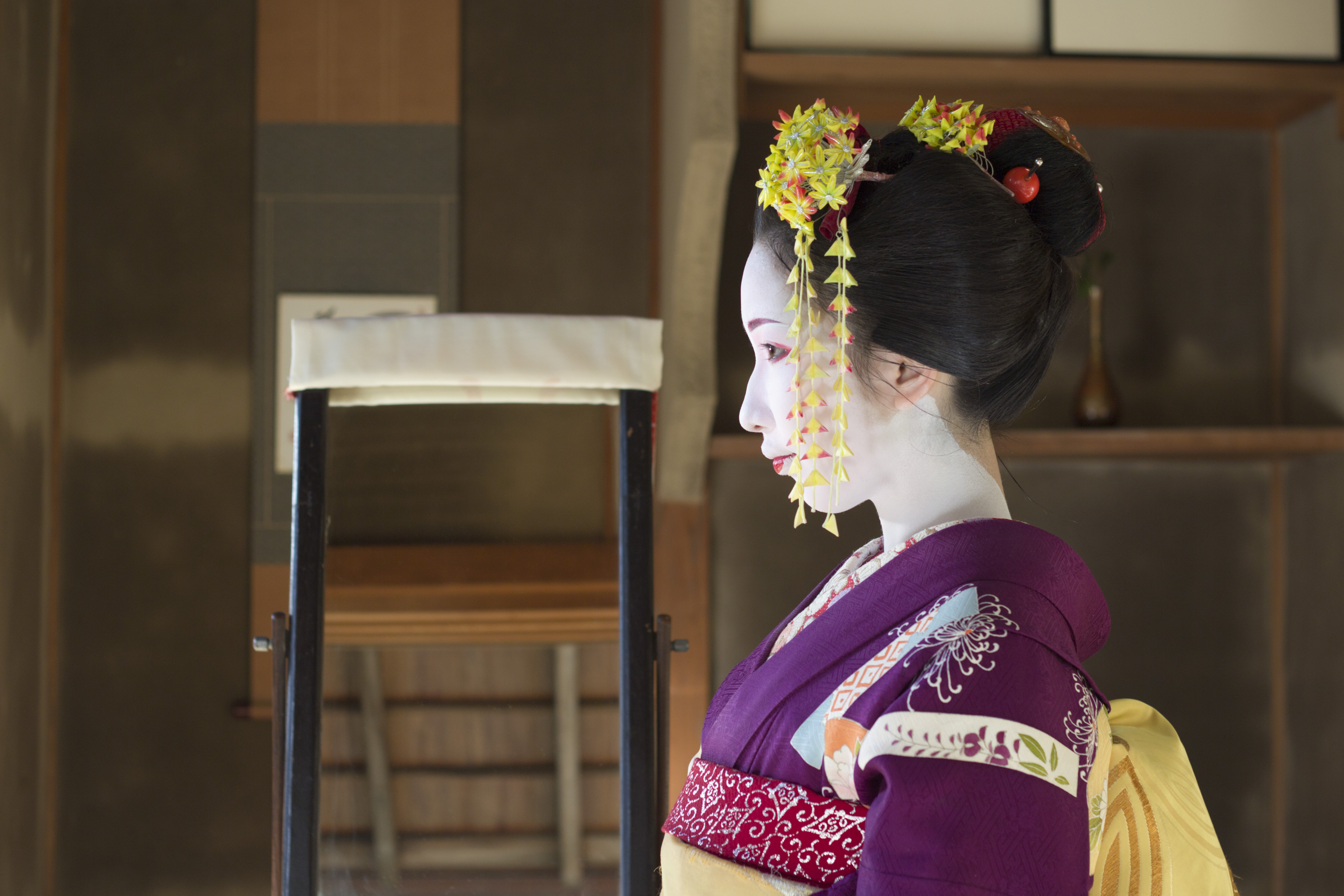
Gejsza w makijażu Shironuri

Shironuri to biały makijaż używany przez gejsze. Pochodzi z epoki Heian (794-1185), kiedy to w pałacach cesarskich malowano twarze na biało na audiencje, które odbywały się w bardzo skąpo oświetlonych pomieszczeniach. Inne źródła podają, że sposób, w jaki gejsze bielą twarz, zaczerpnięty został od nielegalnych, japońskich prostytutek, którymi były najczęściej biedne kobiety. Zakrywały one brud i blizny grubą warstwą białego pudru.
Pod wpływem ery Shōwa (1926-1989), w której nastąpił wzrost ultranacjonalizmu, osoby noszące Shironuri ubierały się w Gakuran i Sērā-fuku (popularne męskie i żeńskie japońskie mundurki szkolne) lub w mundury wojskowe nierzadko niosąc również japońskie flagi wojenne, a ich twarze były pomalowane na biało, przy użyciu białego makijażu z pudru ryżowego, tradycyjnie noszonego przez gejsze.
Obecnie oryginalny styl nacjonalistycznego shironuri nadal istnieje i jest noszony, ale polityczne skojarzenia stały się mniej przywiązane do tego stylu.